# Vranoviči
Vranoviči este o localitate din comuna Črnomelj, Slovenia, cu o populație de 115 locuitori.